# Clic dental
El clic dental es una chasquido consonántico que se encuentra principalmente en las lenguas africanas del sur. El símbolo del Alfabeto Fonético Internacional que representa este sonido es ⟨ ǀ ⟩ . El símbolo en el Alfabeto Fonético Internacional para un chasquido dental velar es ⟨ k͡ǀ ⟩ o ⟨ k͜ǀ ⟩, también abreviado como ⟨ kǀ ⟩, ⟨ ᵏǀ ⟩ o simplemente ⟨ ǀ ⟩ ; como un símbolo abandonado de la AFI pero aún preferido por algunos lingüistas como ⟨ k͡ʇ ⟩ o ⟨ k͜ʇ ⟩, abreviado ⟨ kʇ ⟩, ⟨ ᵏʇ ⟩ o simplemente ⟨ ʇ ⟩ . Para un clic dental uvular, los símbolos son ⟨ q͡ǀ, q͜ǀ, qǀ, 𐞥ǀ ⟩ y ⟨ q͡ʇ, q͜ʇ, qʇ, 𐞥ʇ ⟩ . A veces, la letra que la acompaña viene después del chasquido, por ejemplo ⟨ ǀk ⟩ o ⟨ ǀᵏ ⟩ ; esto puede ser una simple elección ortográfica o puede implicar una diferencia en el momento relativo de las publicaciones. 

## Ocurrencia
Los clics dentales se encuentran principalmente en las diversas familias lingüísticas khoisan de África del sur y en algunas lenguas bantúes vecinas.
| Idioma   | Palabra | AFI                       | Significado            | Notas |
| -------- | ------- | ------------------------- | ---------------------- | ----- |
| Zulú     | icici   | [îːk͜ǀíːk͜ǀi] = [îːᵏʇíːᵏʇi] | 'pendiente'            |       |
| Hadza    | cinambo | [k͜ǀinambo] = [ᵏʇinambo]   | 'luciernaga'           |       |
| Khoekhoe | ǀgurub  | [k͜ǀȕɾȕp] = [ᵏʇȕɾȕp]       | 'hojas secas de otoño' |       |